# Das Geheimnis von Malampur
Das Geheimnis von Malampur (englisch The Letter ‚Der Brief‘) ist ein US-amerikanisches Filmdrama des Regisseurs William Wyler. Das Drehbuch des 1940 entstandenen Films basiert auf dem gleichnamigen Werk von W. Somerset Maugham, das dieser 1926 als Kurzgeschichte und dann 1927 als Theaterstück publizierte. Der Film kam 1949 in die deutschen Kinos.

## Handlung
Auf einer Plantage in der damaligen britischen Kolonie Malaysia: Leslie Crosbie, die Ehefrau des Plantagenbesitzers Robert Crosbie, erschießt eines Abends Geoff Hammond und beruft sich auf Notwehr. Hammond, wie Robert Crosbie ein in den Kolonien lebender Brite, sei abends erschienen und habe sie vergewaltigen wollen. Ihr Mann Robert befand sich während des Mordes unterwegs auf seiner Plantage und zieht seinen Freund, den Anwalt Howard Joyce, zu Rate. Leslies detailreicher Bericht wird vom zuständigen Ermittler Withers geglaubt, während Joyce auffällt, dass Leslie noch auf Hammond geschossen hatte, als dieser bereits am Boden lag. Es wird ein Prozess angesetzt und Leslie muss sich in Untersuchungshaft in Singapur begeben, doch Joyce sieht beste Chancen für einen Freispruch wegen Notwehr.
Da informiert Joyce’ Angestellter Ong Chi Seng den Anwalt über einen Brief. In dem besagten Brief lädt Leslie den Toten zu einem Besuch an dem Abend ein, an dem er später erschossen wurde. Zudem wird aus dem Brief ersichtlich, dass Leslie und Hammond eine Liebesbeziehung führten. Joyce konfrontiert Leslie mit dem Brief, die nach einigem Zögern das Schreiben des Briefes eingesteht. Leslie fordert den Anwalt auf, den Kauf des belastenden Briefes voranzutreiben. Obgleich Joyce Leslies Schuld spürt und dieser illegale Akt ihn seinen Beruf und seine Reputation kosten könnte, stimmt Joyce vor allem aus Freundschaft zu Robert zu. Der Brief befindet sich im Besitz von Hammonds Witwe, die von Leslie persönlich 10.000 Dollar erhalten will. Joyce lässt sich von Robert Crosbie das Einverständnis über den Kauf des Briefes geben; allerdings stellt er gegenüber Robert den Inhalt des Briefes als belanglos und die Kaufsumme als deutlich niedriger dar. Robert glaubt weiterhin arglos an die komplette Unschuld seiner Frau.
Am Tag vor dem Prozess fahren die inzwischen freigelassene Leslie und Howard Joyce in das chinesische Viertel, wo Hammonds asiatischstämmige, unheimlich wirkende Witwe lebt. Diese wirft Leslie den besagten Brief voller Verachtung vor die Füße. Da der Brief nicht als Beweismittel im Prozess auftaucht, wird Leslies Geschichte der Notwehr geglaubt und sie freigesprochen. Nach dem Freispruch entwickelt Robert die Idee, noch einmal mit Leslie an einem anderen Ort von vorne anzufangen und eine Plantage auf Sumatra zu kaufen. Er möchte auf sein Erspartes zurückgreifen, wobei der Fehlbetrag von 10.000 Dollar auffällt. Er befragt seine Frau und Joyce, warum sie eine so exorbitante Summe bezahlt haben, und möchte den Inhalt des Briefes erfahren. Leslie gesteht, dass sie und Hammond über Jahre eine geheime Affäre hatten. Als Hammond dann seine asiatische Frau heiratete und sich von ihr distanzierte, lud sie ihn mit dem Brief zu einer Aussprache ein. Er wollte sie endgültig verlassen, woraufhin sie ihn in rasender Eifersucht erschoss.
Auf einer länger geplanten Party, bei der Leslies Freispruch gefeiert wird, ziehen sich sowohl Leslie als auch Robert unglücklich in ihre Privatgemächer zurück. Robert sagt, dass er ihr vergeben könne, doch eine gemeinsame Zukunft mache nur Sinn, wenn er sie liebe. Sie bejaht zunächst, dann bricht aber aus ihr heraus, dass sie immer noch den von ihr Erschossenen von ganzem Herzen liebe. Nachdem Robert den Raum verlassen hat, geht Leslie in den Garten hinaus, obgleich ihr bereits durch ein vor ihrer Tür liegendes Messer angedeutet wurde, dass dies für sie gefährlich sein könnte. Am Gartentor wird sie von Mrs. Hammond erstochen, die ihr offenbar den Mord trotz Bezahlung nicht verzeihen konnte. Mrs. Hammond und ihr Komplize werden beim Weggehen von der Polizei entdeckt und abgeführt. Während Leslies Leichnam zunächst unentdeckt bleibt, geht die Party unvermindert weiter.

## Hintergrund
Maugham veröffentlichte die Kurzgeschichte The Letter 1926 in seinem Erzählband The Casuarina Tree; anschließend arbeitete er The Letter auch in ein Theaterstück um, das unter anderem am Londoner West End und am New Yorker Broadway lief. Als Inspiration diente Maugham eine echte Begebenheit unter der britischen Kolonialbevölkerung in Malaysia im Jahr 1911: Die 23-jährige Ethel Proudlock, die Ehefrau eines Schulleiters, hatte William Steward, den Manager einer Zinnmine, erschossen. Wie Leslie im Stück gab sie sechs Schüsse ab und behauptete trotzdem, es habe sich um Notwehr gehandelt. Es kursierten jedoch auch Gerüchte um eine Affäre und Aussagen Proudlocks waren widersprüchlich, weshalb sie am Ende von tagelangen Beratungen der Gerichtsjury wegen Mordes zum Tode verurteilt wurde. Ihr Ehemann, der ihr weiterhin wohlwollend gesinnt war, und weitere Personen baten in einer Petition um ihre Begnadigung, die ihr der malaysische Sultan Sulaiman unter der Bedingung gewährte, dass sie Malaysia verließe. Proudlock starb 1974 im Alter von 88 Jahren in Florida.
Bereits 1929 entstand die erste Verfilmung The Letter. In dem Film von 1929 hatte Herbert Marshall als ermordeter Liebhaber Geoffrey mitgespielt, während er in diesem Film den betrogenen Ehemann der Mörderin verkörperte. Jeanne Eagels, die 1929 die Rolle der Leslie Crosbie spielte, wurde für ihre Darstellung ebenso wie Bette Davis für den Oscar nominiert. Es entstanden später noch zwei weitere Verfilmungen von Maughams Theaterstück: 1947 unter dem Titel Ehebruch (OT: The Unfaithful) unter Regie von Vincent Sherman mit Ann Sheridan in der Hauptrolle; 1982 als Fernsehfilm unter Regie von John Erman mit Lee Remick. 16 Jahre nach der Uraufführung seiner Version drehte William Wyler eine Live-Version für das amerikanische Fernsehen mit Siobhán McKenna, John Mills und Michael Rennie.
Durch den Hays Code musste das Filmende vom Theaterstück abweichen und man ließ Leslie sterben, da der Hays Code nicht duldete, dass ein Mörder ohne eine Gerichtsstrafe oder den eigenen Tod davonkommen kann. Im Theaterstück betrachtet es Robert als Leslies Strafe, dass sie den Mann umbrachte, den sie wirklich liebte, und nun weiter an seiner Seite ein voraussichtlich unglückliches Dasein fristen müsse.
The Letter war nach Jezebel – Die boshafte Lady (1938) und vor Die kleinen Füchse (1941) die mittlere von drei fruchtbaren gemeinsamen Arbeiten von Hauptdarstellerin Bette Davis und Regisseur William Wyler. Der Schauspieler James Stephenson erhielt durch seine allgemein gelobte Darstellung des Anwalts eine Oscar-Nominierung und einen merklichen Karrieresprung, konnte danach jedoch nur noch drei Filme drehen, da er 1941 an einem Herzinfarkt starb. Victor Sen Yung spielt hier eine frühe Rolle als Anwaltsgehilfe und wurde später weltbekannt als Koch Hop Sing aus der TV-Serie Bonanza. Der südafrikanische Schauspieler Cecil Kellaway ist für die Darstellung des Prescott im Vor- und Abspann genannt, allerdings wurde er fast komplett aus dem Film gestrichen (er ist nur kurz in der Partyszene gegen Filmende ohne jeglichen Redeanteil zu sehen). Die wichtige Figur John Hammond wird in einer wortlosen, nur wenige Sekunden umfassenden Rolle vom Schauspieler David Newell (1905–1980) dargestellt.
Die Ausstattung des Filmes stammt von dem gebürtigen deutschen Art-Director Carl Jules Weyl. Für die Kostüme war Orry-Kelly verantwortlich. Musikalischer Direktor war Leo F. Forbstein, das Orchester wurde von Hugo Friedhofer geleitet.
Gedreht wurde im Mai 1940 auf den Bühnen 1, 7, 16 und 24 der Warner Brothers Burbank Studios – 4000 Warner Boulevard, Burbank, California, USA.

## Kritiken
Sowohl bei seiner Veröffentlichung als auch noch heute wird Das Geheimnis von Malampur mit wohlgesinnten bis begeisterten Kritiken bedacht, was sich auch in den Auswertungen US-amerikanischer Aggregatoren widerspiegelt. So erfasst Rotten Tomatoes ausschließlich wohlwollende Besprechungen und ordnet den Film dementsprechend als „Frisch“ ein. Und Metacritic ermittelt aus den vorliegenden Bewertungen „Allgemeines Kritikerlob“.
Bosley Crowther lobte in der The New York Times vom 23. November 1940 das „feine Melodram“, das die Hand des Regisseurs Wyler aus der altgedienten, recht morbiden Geschichte Maughams gemacht habe. Seine Kameraarbeit sei eloquenter als es die Charaktere im Film je sein könnten, und mit kleinen Details und viel Atmosphäre werde stetig die Spannung gesteigert. Bette Davis, Herbert Marshall, Sen Young und Gale Sondergaard seien alle überzeugend in ihren Rollen, wobei James Stephensons schlauer, würdevoller, in düstere Angelegenheiten hereingezogener Anwalt die interessanteste Figur des Films sei. Crowthers einziger Kritikpunkt war das durch den Hays Code aufgezwungene Filmende, an dessen Ende anstelle Maughams scharfer Ironie ein schwach wirkender Mord stehe.

„Authentisch in der Milieuschilderung, atmosphärisch äußerst dicht, hervorragend gespielt.“

„Regisseur William Wyler verfilmte hier das Theaterstück The Letter von W. Somerset Maugham mit der überragenden Bette Davis in der Hauptrolle, die hier einmal mehr das hinterlistiges und durchtriebenenes Biest glänzt, die ihr gesamtes Umfeld hinters Licht führt.“

„Das Geheimnis von Malampur kombiniert William Wylers geschmeidige Regie und eine gute Leistung von Bette Davis zu einem der besten Melodramen der Leinwand. Der Film zeichnet sich durch seine üppigen Produktionswerte aus, darunter Tony Gaudios Kinematographie und Kostümkleider von Orry-Kelly, aber hauptsächlich ist es Davis, der den Film trägt. Sie wird von ihren Co-Stars, insbesondere Herbert Marshall als Ehemann und James Stephenson als ihrem Anwalt, tatkräftig unterstützt. W. Somerset Maughams Quellroman bietet einen starken Rahmen, der bereits 1929 mit Marshall als dem ermordeten Liebhaber verfilmt wurde.“

## Auszeichnung
Oscarverleihung 1941:
- Nominierung in der Kategorie Beste Filmmusik für Max Steiner
- Nominierung in der Kategorie Beste Hauptdarstellerin für Bette Davis
- Nominierung in der Kategorie Beste Regie für William Wyler
- Nominierung in der Kategorie Beste Schwarzweißkamera für Tony Gaudio
- Nominierung in der Kategorie Bester Film
- Nominierung in der Kategorie Bester Nebendarsteller für James Stephenson
- Nominierung in der Kategorie Bester Schnitt für Warren Low